# 내 인생을 훔친 사랑스러운 도둑녀
《내 인생을 훔친 사랑스러운 도둑녀》(영어: Identity Thief)는 2013년 공개된 미국의 로드 코미디 영화이다.

## 줄거리
콜로라도주 덴버에 사는 평범한 회사원 샌디 패터슨은 전화로 신용 사기 방지 서비스를 구매하려다 사기꾼 다이애나에게 개인 정보를 모두 넘겨준다. 샌디는 직장 상사와 갈등을 겪던 중 플로리다의 한 미용실 예약 전화를 받고 혼란스러워한다. 하지만 곧 동료들과 새 회사를 차리는 일에 정신이 팔리면서 이를 무시한다.
그러나 주유소에서 신용카드가 거부된 후 샌디는 플로리다에서 거액이 결제된 사실이 있다는 걸 알게 된다. 또한 폭행 혐의로 플로리다 법정에 출석해야 했으나 이를 건너뛰었다는 이유로 체포까지 되면서 샌디는 자신이 신분 도용 피해자임을 알게 된다. 덴버 경찰은 사기꾼이 덴버에 있지 않아 자신들이 할 수 있는 일이 없다고 응대하고, 샌디는 직접 사기꾼을 찾아 누명을 벗기로 결심한다.
샌디는 플로리다주 윈터파크에서 다이애나를 찾아내지만 다이애나는 샌디의 차를 훔쳐 달아난다. 다이애나의 집에서 도난 물품과 신용카드를 발견한 샌디는 다이애나와 다시 마주치고, 두 사람은 다이애나가 팔았던 엉터리 위조 카드로 인해 화가 난 범죄자들의 추격을 받게 된다. 샌디는 자신의 억울함을 풀기 위해 다이애나와 함께 덴버로 돌아가기로 하고, 현상금 사냥꾼까지 그들을 쫓기 시작한다.
두 사람의 신분증이 같아 비행기를 탈 수 없자 둘은 자동차로 여행을 시작한다. 추격과 도주가 반복되면서 둘은 여러 사건에 휘말리고, 샌디는 다이애나가 본인의 진짜 이름조차 모른다는 사실을 알게 된다. 우여곡절 끝에 샌디와 다이애나는 경찰에 체포되지만 다이애나는 다시 탈출하고 샌디와 함께 도망친다. 그 과정에서 현상금 사냥꾼과 범죄자들은 체포되거나 부상을 입는다. 
집에 도착한 샌디는 다이애나를 가족과 함께 하는 저녁 식사에 초대하고, 다이애나와 화해한다. 샌디와 아내는 새 직장을 잃는 한이 있어도 다이애나를 경찰에 넘기지 않기로 하지만 다음 날 아침 다이애나는 사과 편지를 남기고 사라진 뒤 경찰에 자수한다.
1년 후 샌디는 세 번째 아이의 첫 생일을 맞는다. 샌디는 가족과 함께 감옥에 있는 다이애나를 찾아가 출생 증명서를 선물하고, 다이애나는 자신의 진짜 이름이 '돈 버지'라는 것을 알게 된다. 둘은 웃으며 포옹을 나누지만, 감옥을 나서는 길에 다이애나가 교도관에게 폭행을 가하고 제압당하는 모습을 보고 샌디는 고개를 내젓는다.

## 출연
- 제이슨 베이트먼 - 샌디 비글로 패터슨 역
- 멀리사 매카시 - 다이애나 역
- 존 패브로 - 해럴드 코니시 역
- 어맨다 피트 - 트리시 패터슨 역
- 팁 "T.I." 해리스 - 줄리언 역
- 제너시스 로드리게스 - 마리솔 역
- 모리스 체스트넛 - 라일리 역
- 존 조 - 대니얼 케이시 역
- 로버트 패트릭 - 현상금 사냥꾼 역
- 에릭 스톤스트리트 - 빅 척 역
- 조너선 뱅크스 - 폴 역
- 매기 엘리자베스 존스 - 제시 패터슨 역
- 벤 팰콘 - 토니 / 모텔 접수 직원 역
- 케빈 코베이스 - 케빈 역 (크레디트 미기재)
- 클라크 듀크 - 에버렛 역 (크레디트 미기재)
- 엘리 켐퍼 - 플로 역 (크레디트 미기재)

## 기타 제작진
- 총괄 제작: 피터 모건
- 배역: 리사 비치, 세라 캐츠먼
- 미술: 셰퍼드 프랭클